# Мария Георгиевна
Мари́я Гео́ргиевна, урожденная принцесса Гре́ческая и Да́тская (3 марта 1876, Афины, Греция — 14 декабря 1940, там же) — дочь короля Греции Георга I, и великой княжны Ольги Константиновны, внучка короля Дании Кристиана IX; супруга великого князя Георгия Михайловича, затем — греческого адмирала Периклиса Иоаннидиса.

## Биография
Мария была второй дочерью и пятым ребёнком в семье короля Греции Георга I и его жены Ольги Константиновны. По линии отца принцесса была внучкой короля Дании Кристиана IX и Луизы Гессен-Кассельской, по матери — великого князя Константина Николаевича и Александры Иосифовны, урожденной принцессы Саксен-Альтенбургской. Король Георг приходился родным братом королеве Великобритании Александре, императрице Марии Фёдоровне и королю Дании Фредерику VIII. Восприемниками принца стали его дядя и тётя, император Александр III и императрица Мария Фёдоровна.

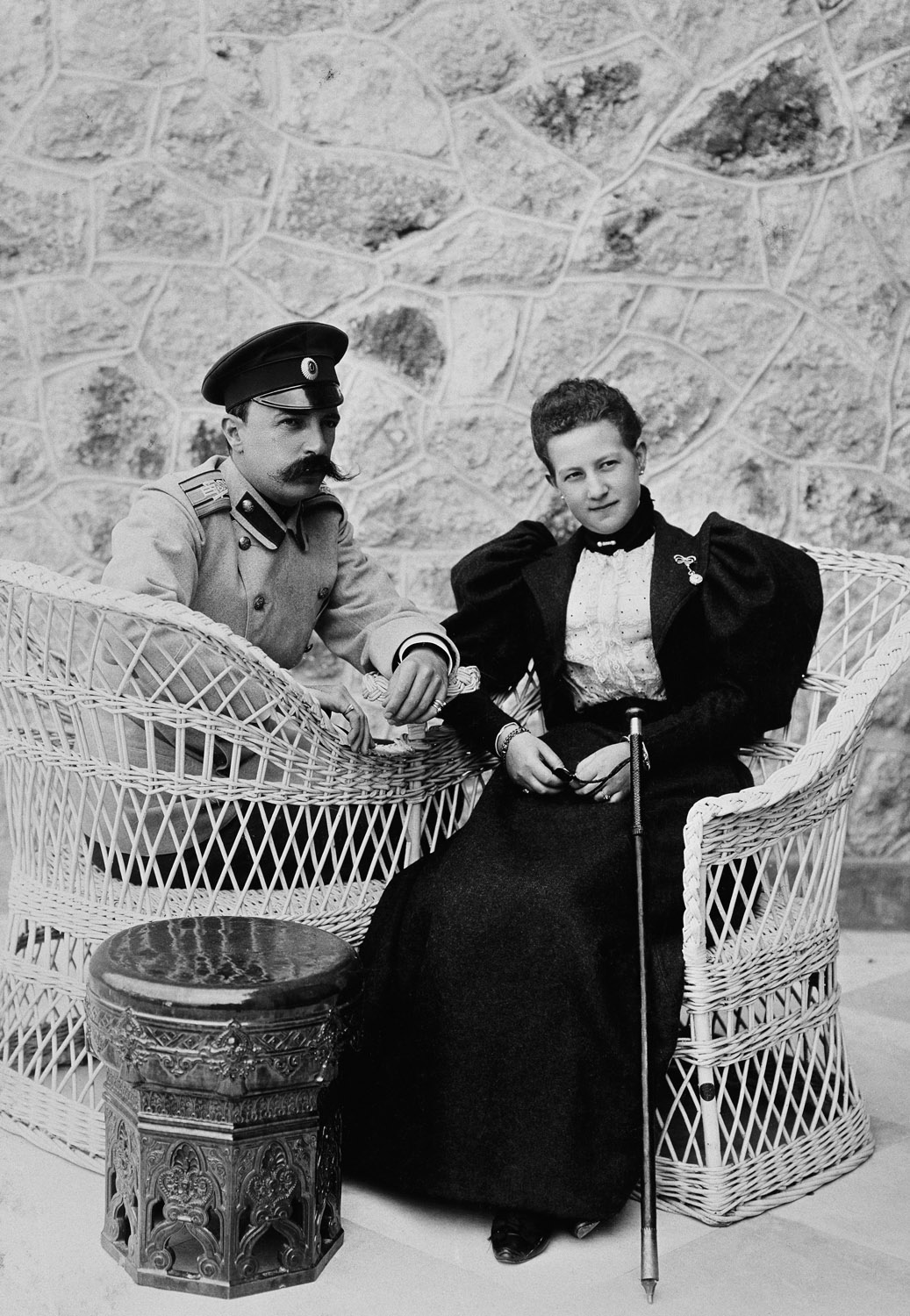
Фотография Марии Георгиевны с мужем Георгием Михайловичем, около 1900 г.

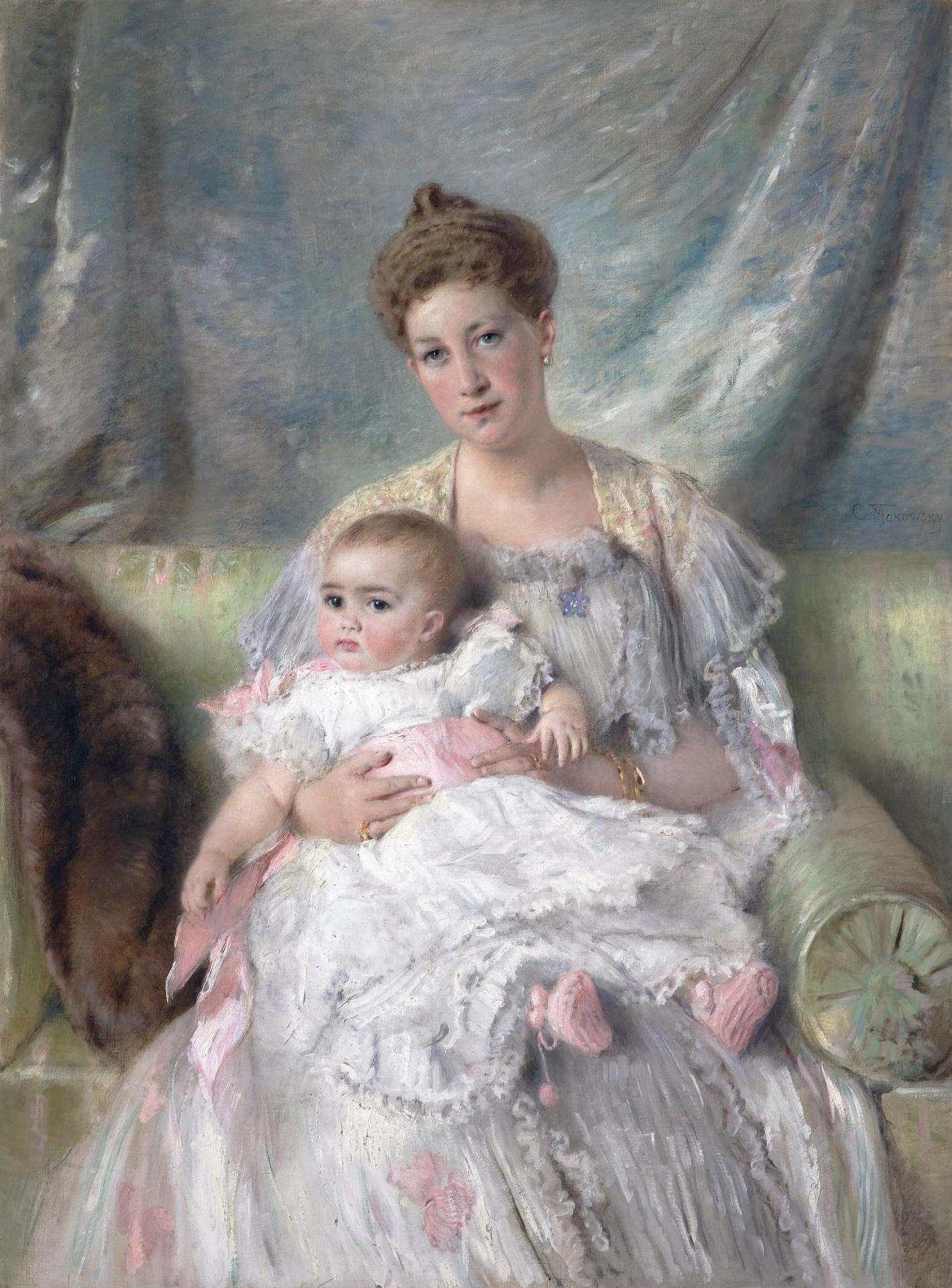
Константин Маковский. «Портрет Марии Георгиевны с дочерью Ниной Георгиевной», 1901-1902 гг.

Юная принцесса родилась в Афинах, где и прошло её детство. Первоначально Мария была невестой другого Романова: брата Николая II, Великого князя Георгия Александровича  (двоюродный брат по отцу и троюродный — по матери). Но в 1899 году Георгий умер от туберкулеза. В 1900 году в Корфу Мария вышла замуж за своего двоюродного дядю, 37-летнего Великого князя Георгия Михайловича (1863—1919). Этот брак был заключен по политическим соображениям, породнив в который раз правящие династии Греции и России. Свадьбу отмечали на острове Корфу. После Мария и Георгий прибыли в Петербург. В России греческая принцесса получила имя и титул Её Императорское Высочество великая княгиня Мария Георгиевна. В семье родилось две дочери:
- княжна императорской крови Ни́на Гео́ргиевна (20.06.1901—27.02.1974) — замужем за князем Па́влом Чавчава́дзе, жила в Америке, имела одного сына;
- княжна императорской крови Ксе́ния Гео́ргиевна (22.06.1903—17.09.1965) — вышла замуж и потом развелась с мистером Уи́льямом Ли́дсом-младшим, сыном принцессы Анастасии Греческой, имели дочь.

В 1914 году Мария уехала в Великобританию, взяв с собой детей. В Россию она больше не вернулась. В Британии она руководила тремя военными госпиталями, которые щедро финансировала. С мужем великая княгиня больше не увиделась, но они часто переписывались. После прихода к власти большевиков Георгий Михайлович был арестован и выслан в Вологду, затем его перевели в Петропавловскую крепость.
Мария Георгиевна, находясь в Великобритании, в августе 1918 года направила телеграмму королеве Дании Александрине Мекленбург-Шверинской, племяннице своего мужа. В телеграмме она просила королеву сделать попытку выкупить заключённых из крепости князей Романовых: своего мужа, его старшего брата Николая Михайловича, Павла Александровича и Дмитрия Константиновича. Мария предлагала 50 000 фунтов стерлингов за их освобождение через датского посланника в Петербурге. Кроме этого она послала письма с просьбой к британской королевской семье, папе Римскому и президенту США Вудро Вильсону. Но из этого ничего не вышло. 19 января 1919 года все четыре князя были расстреляны во дворе Петропавловской крепости.
16 декабря 1922 году Мария Георгиевна вышла замуж во второй раз за греческого адмирала Периклиса Иоаннидиса. Она перестала использовать свой титул великой княгини. Супруги проживали в Афинах, где Мария Георгиевна умерла в 1940 году. Похоронена на Королевском кладбище, Татой. Две её дочери всю жизнь прожили в США.